# Спалення книг у нацистській Німеччині

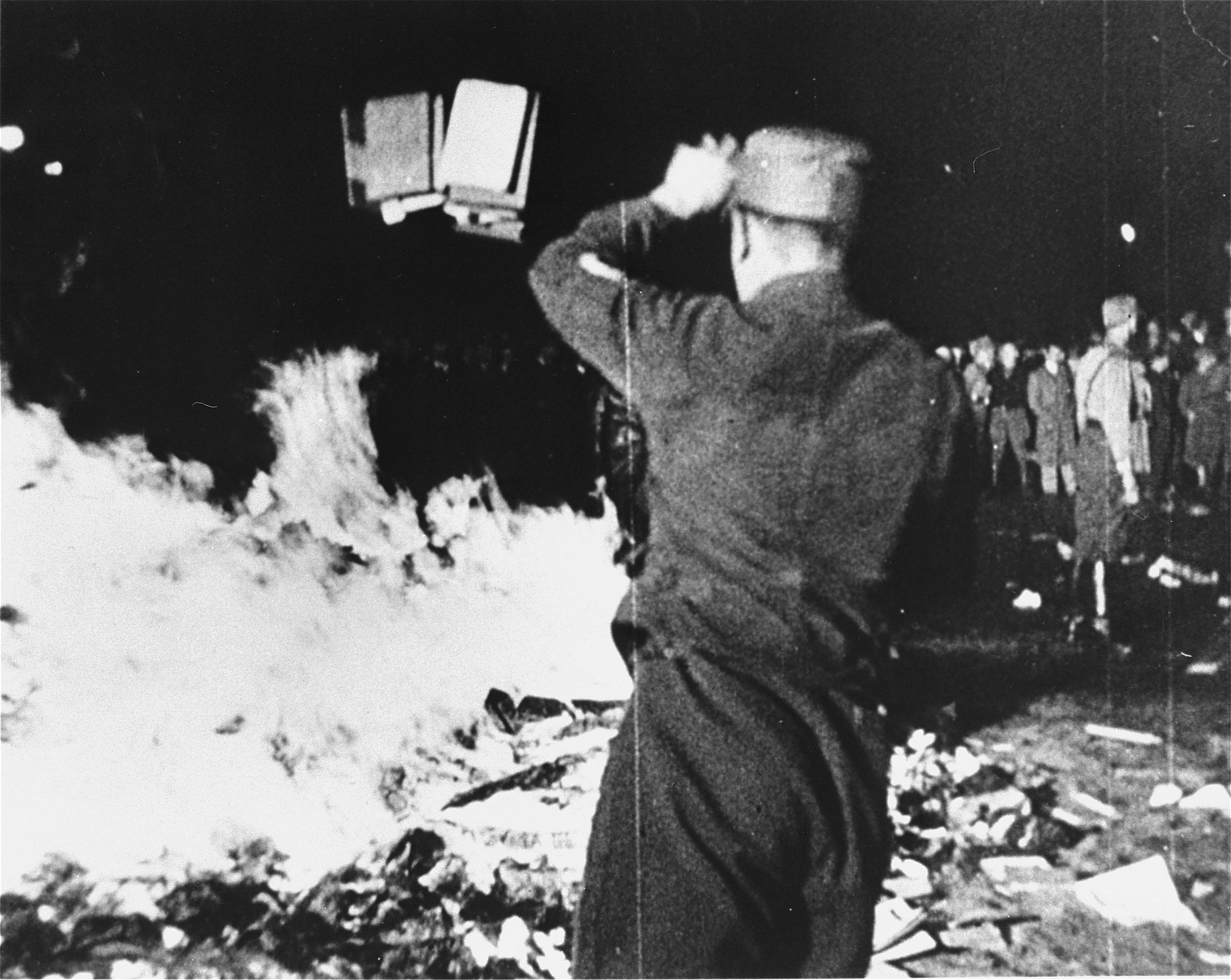
Спалення книги в Берліні, 10 травня 1933 року

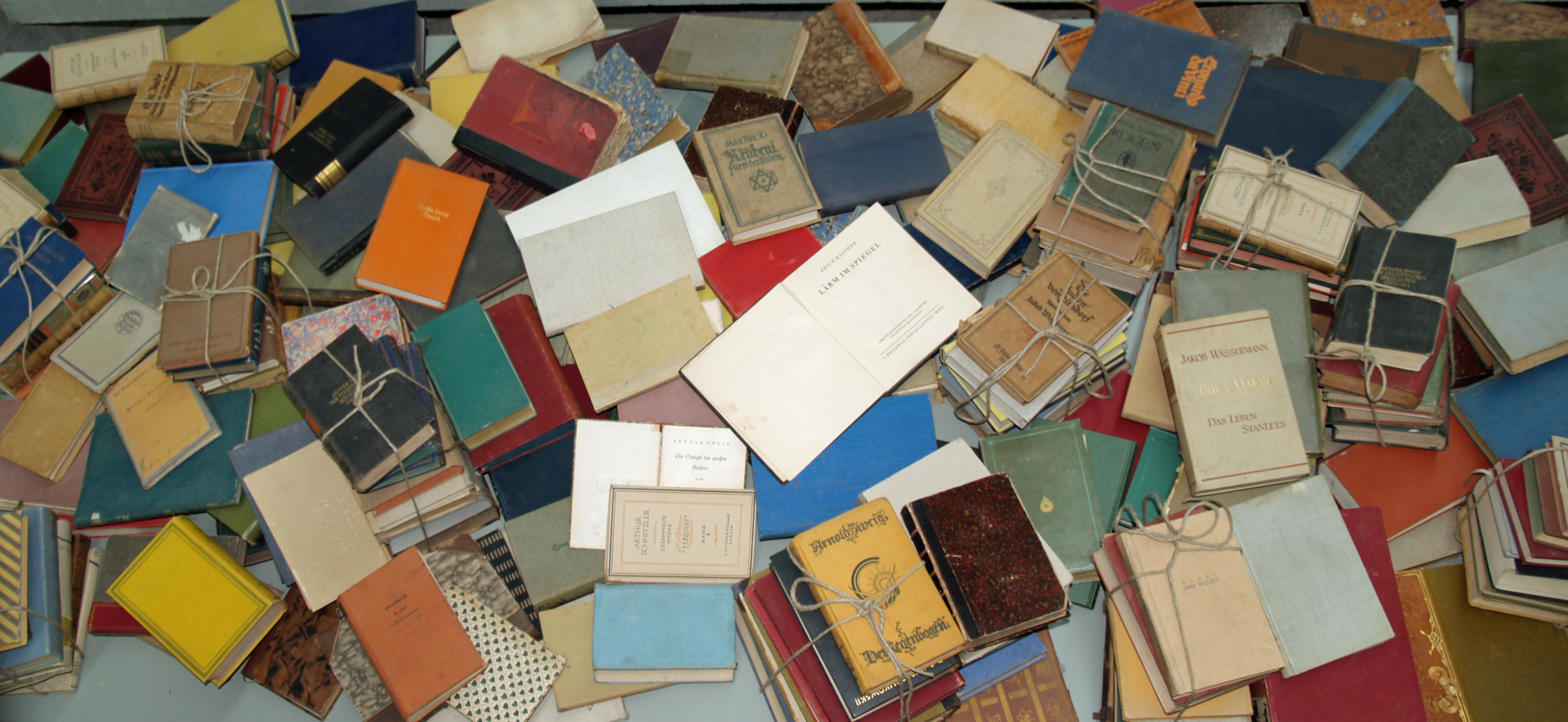
Приклади книг, спалених нацистами, виставлені в Яд Вашем

Нацистські спалення книг були кампанією, яку проводив Німецький студентський союз (нім. Deutsche Studentenschaft), урочисто спалити книги в нацистській Німеччині та Австрії в 1930-х роках. Книги, які підлягали спаленню, були книжками, які розглядалися як підривні або репрезентують ідеології, протилежні нацизму . Серед них були книги, написані єврейськими, комуністичними, соціалістичними, анархістськими, ліберальними, пацифістами та сексологами.  Першими спаленими книгами були книги Карла Маркса та Карла Каутського, але включали дуже багато авторів, включаючи Альберта Ейнштейна, Хелен Келлер, письменників французькою та англійською мовами, і фактично будь-яку книгу, яка не палко підтримувала нацизм. Під час кампанії культурного геноциду нацисти масово спалювали книги на окупованих територіях. 

## Кампанія

### Оголошення
8 квітня 1933 року Головне управління преси та пропаганди Німецького студенського союзу оголосило загальнонаціональну «Акцію проти ненімецького духу», яка мала завершитися літературною чисткою або «чисткою» («Säuberung») вогнем. За словами історика Карла Дітріха Брахера:
Виключення «лівої», демократичної та єврейської літератури мало перевагу над усім іншим. Чорні списки... варіювалися від Бебеля, Бернштейна, Пройсса і Ратенау через Ейнштейна, Фрейда, Брехта, Брода, Дебліна, Кайзера, братів Манн, Цвейга, Плів’єра, Осіцького, Ремарка, Шніцлера та Тухольського . Бергенгрюен, Брох, Гофмансталь, Кестнер, Касак, Кестен, Краус, Ласкер-Шюлер, Унру, Верфель, Цукмайер і Гессе. Каталог пішов досить далеко назад, щоб включити літературу від Гейне і Маркса до Кафки.

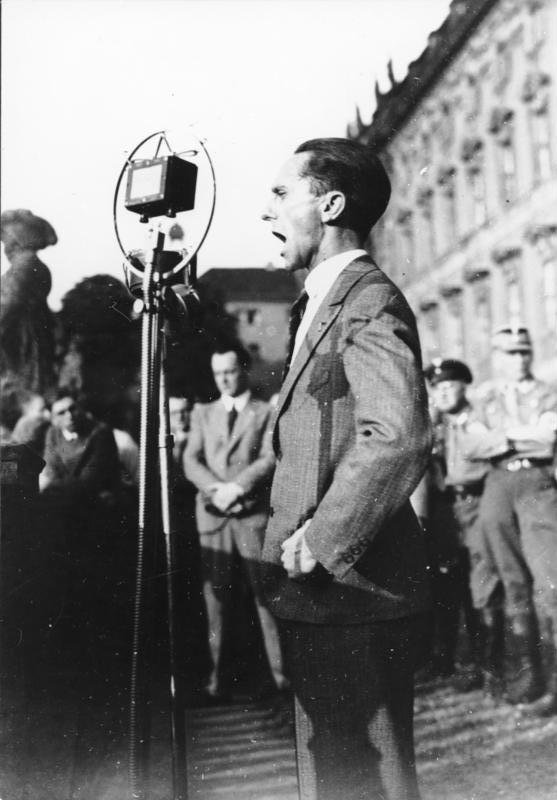
Геббельс виступає на політичному мітингу проти Лозаннської конференції (1932)

Місцеві відділи мали забезпечувати пресу релізами та замовними статтями, спонсорувати відомих нацистів, щоб вони виступали на громадських зібраннях, а також домовлялися про час радіомовлення. Німецький студентський союз зв'язався з чиновником з Міністерства пропаганди, щоб попросити про підтримку їхньої кампанії, зокрема, щоб міністр пропаганди Йозеф Геббельс був головним доповідачем на заході в Берліні. Оскільки Геббельс навчався у кількох єврейських професорів і в минулому вихваляв їх, незважаючи на його визнаний антисемітизм, він боявся, що виступ під час спалення книги призведе до того, що його вороги викопають ці минулі зауваження. В результаті він до останнього моменту офіційно не прийняв запрошення виступити незважаючи на те, що він був зазначений у попередньому розголосі.  
Того ж дня Студентська спілка опублікувала « Дванадцять тез», назву, обрану таким чином, щоб нагадувати дві події в історії Німеччини: спалення Мартіном Лютером папської булли, коли він опублікував свої дев’яносто п’ять тез у 1520 році, і спалення купки предметів, у тому числі 11 книг, на Вартбурзькому фестивалі 1817 року на 300-ту річницю спалення Лютером булли. Однак це було хибне порівняння, оскільки «спалення книг» на тих історичних подіях були не актами цензури чи знищення чужого майна, а суто символічними протестами, які знищували лише один окремий документ кожної назви на загальну суму. з 12 окремих документів, не намагаючись приховати їх зміст, тоді як Студентська спілка спалила десятки тисяч томів, усе, що вони змогли знайти зі списку, що містить близько 4000 назв. 
«Дванадцять тез» закликали до «чистої» національної мови та культури. Плакати оприлюднювали тези, які атакували «єврейський інтелектуалізм», стверджували про необхідність «очищення» німецької мови та літератури, вимагали, щоб університети були центрами німецького націоналізму. Студенти охарактеризували акцію як «відповідь на всесвітню єврейську наклепницьку кампанію проти Німеччини та утвердження традиційних німецьких цінностей».

### Початок спалення

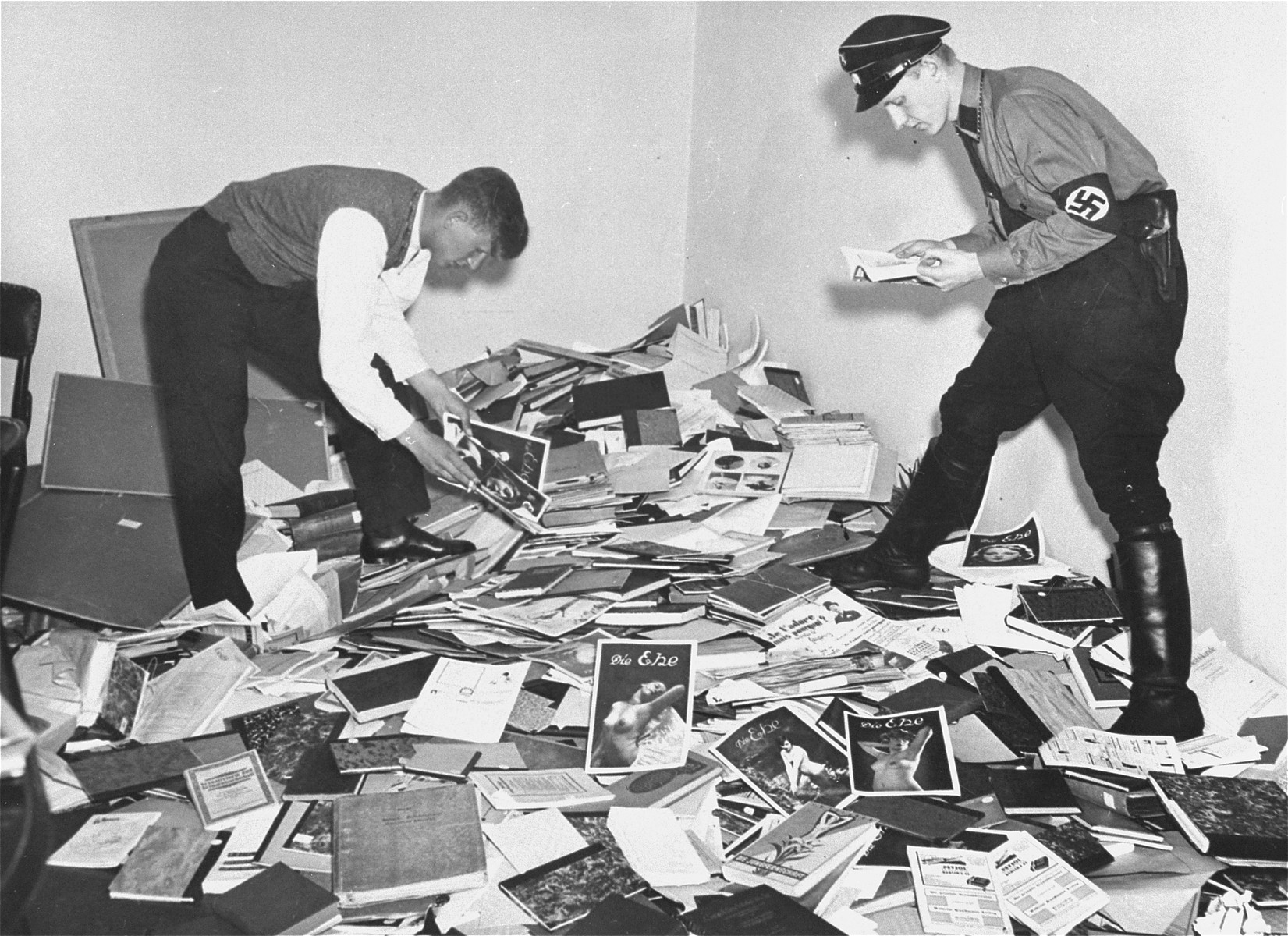
Німецькі студенти та члени нацистської SA грабують бібліотеку доктора Магнуса Гіршфельда, директора Інституту сексуальних досліджень у Берліні

Перше велике спалення відбулося 6 травня 1933 року. Німецький студентський союз здійснив організовану атаку на Інститут сексуальних досліджень Магнуса Гіршфельда (Інститут сексуальних досліджень). Його бібліотеку та архіви близько 20 000 книг і журналів були публічно вивезені та спалені на вулиці. Його колекція включала унікальні роботи на теми інтерсексуальності, гомосексуальності та трансгендерності . Вважається, що під час нападу була вбита Дора Ріхтер, перша трансгендерна жінка, яка, як відомо, перенесла операцію зі зміни статі (лікарі інституту).    
10 травня 1933 року студенти спалили понад 25 000 томів «ненімецьких» книг на площі Державної опери в Берліні, провіщаючи таким чином епоху безкомпромісної державної цензури. У багатьох інших університетських містах студенти-націоналісти марширували на парадах із смолоскипами проти «ненімецького» духу. Скриптові ритуали цієї ночі передбачали звернення до учасників та глядачів високих нацистських чиновників, професорів, ректорів та студентських лідерів. На місцях зборів студенти кидали у багаття пограбовані заборонені книги з великою радісною церемонією, яка включала живу музику, співи, «вогненні клятви» та заклинання. У Берліні близько 40 000 людей почули, як Йозеф Геббельс виголосив полум’яну промову: «Ні декадансу та моральній корупції!» Геббельс наказав натовпу. «Так порядності та моралі в сім’ї та державі! Я піддаю вогонь твори Генріха Манна, Ернста Глезера,  Еріха Кестнера ».
Епоха крайнього єврейства інтелектуалізму закінчилася. Прорив німецької революції знову розчистив шлях на німецькому шляху... Майбутня німецька людина буде не просто людиною книги, а людиною з характером. Саме з цією метою ми хочемо вас навчати. У молодості вже мати сміливість протистояти безжалісному блиску, подолати страх перед смертю і повернути повагу до смерті – ось завдання цього молодого покоління. І тому ви добре справляєтеся в цю опівночну годину, щоб віддати в полум’я злого духа минулого. Це сильний, великий і символвиконавчий вчинок, який має задокументувати наступне, щоб світ знав: Тут інтелектуальний фундамент Листопадової республіки опускається на землю, але з цих уламків тріумфально підніметься фенікс нового духу.— Йозеф Геббельс, Speech to the students in Berlin
У своїй промові – яку транслювали по радіо – Геббельс назвав авторів, чиї книги спалені, «Інтелектуальною нечистотою» та «Єврейськими асфальтовими літераторами ». 

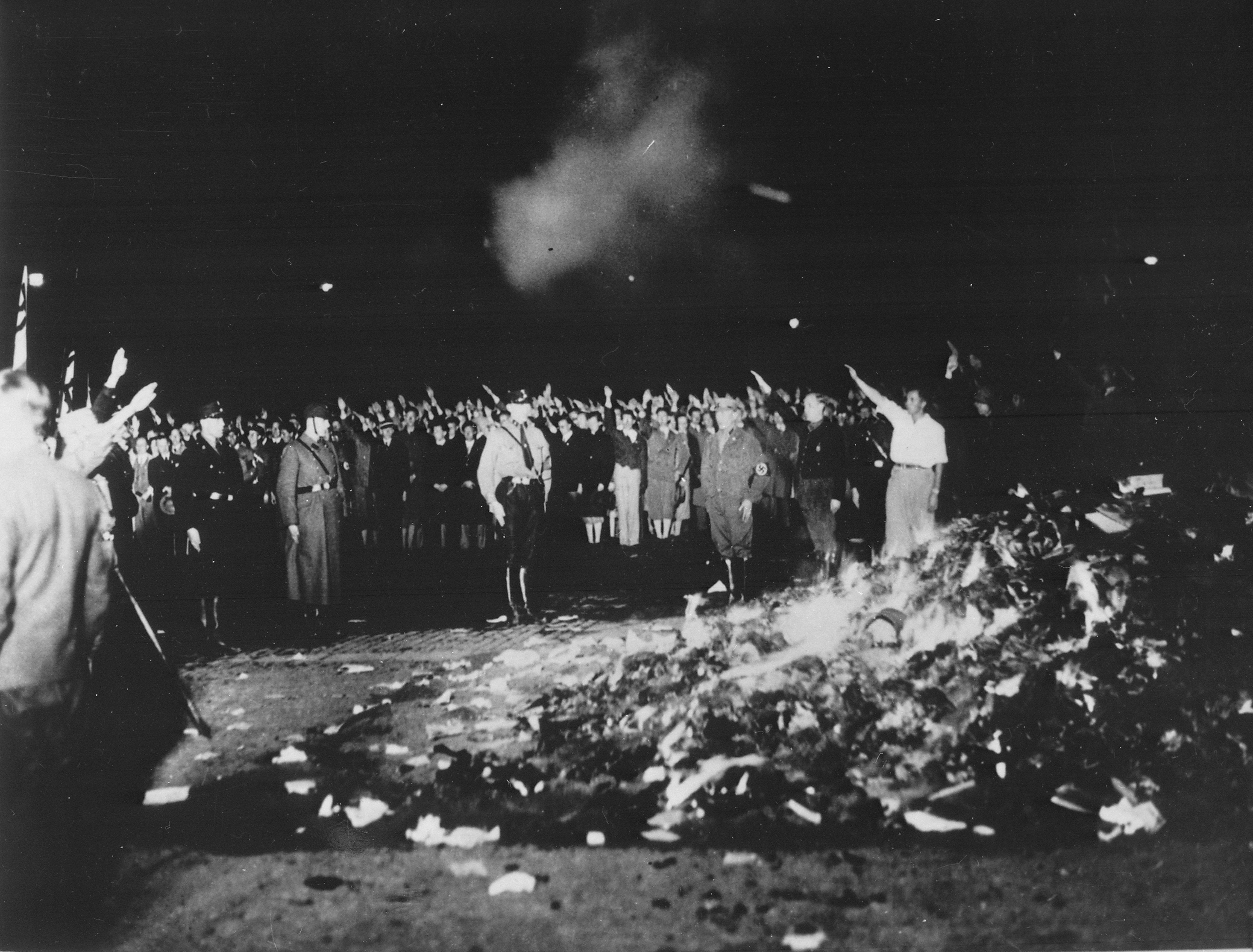
Опернплац, Берлін, спалення книг

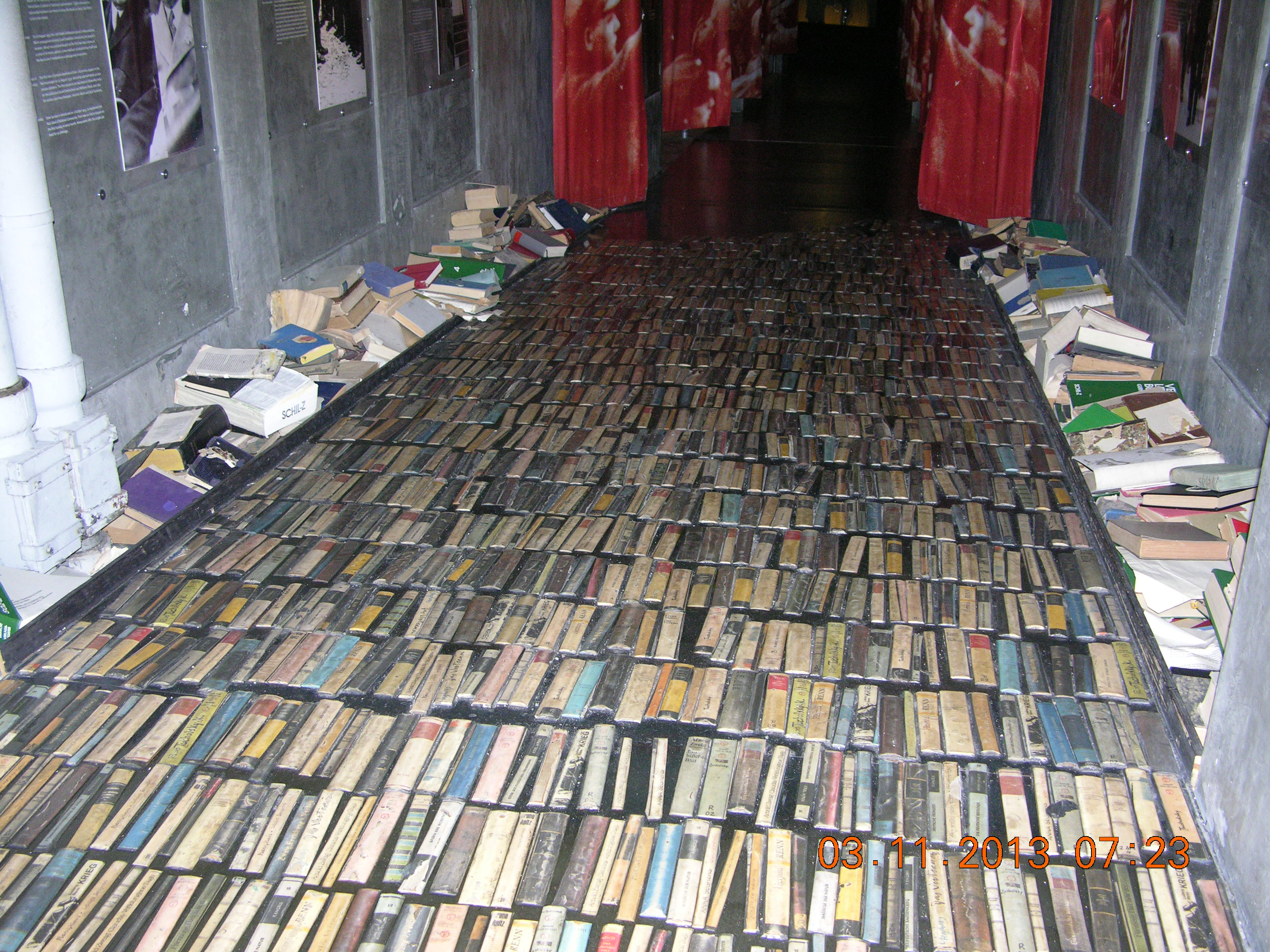
Книги, вмонтовані в підлогу в музеї Історія Берліна

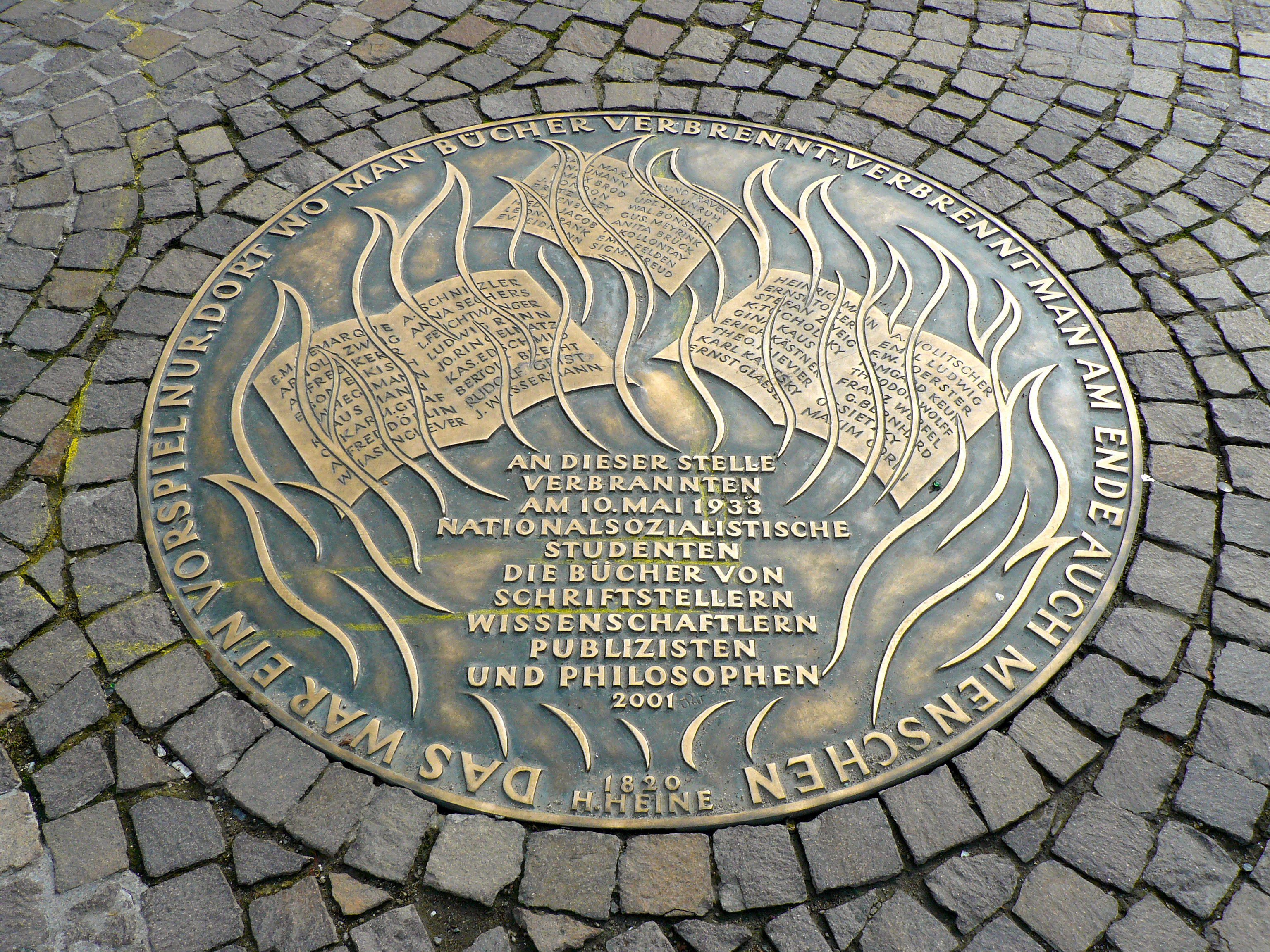
Меморіал під час спалення книги в 1933 році; на площі Ремерберг перед ратушею Франкфурта, Гессен, Німеччина

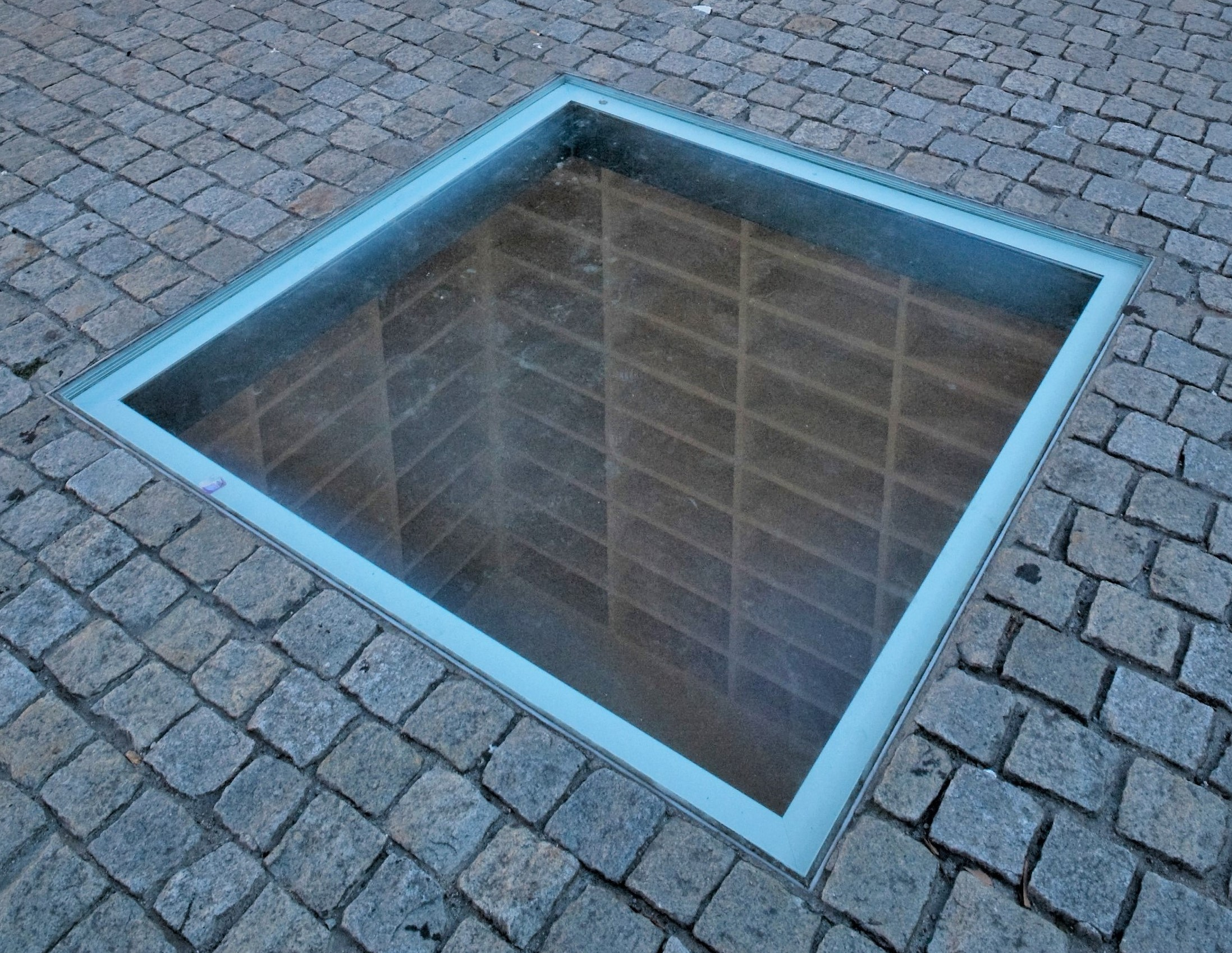
Порожня бібліотека на Bebelplatz (колишня Opernplatz) у Берліні, розроблена Міха Ульманом

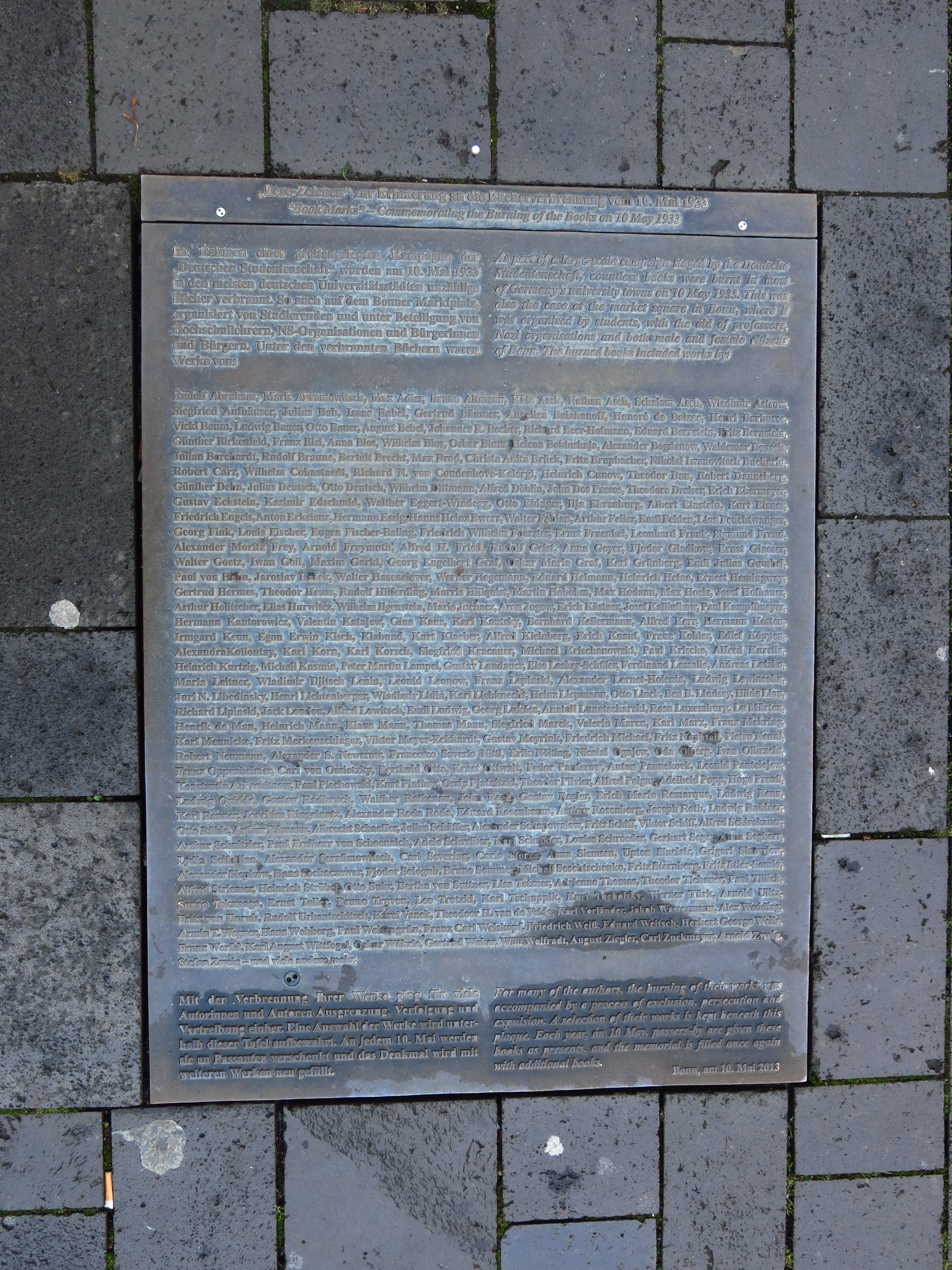
«Lese-Zeichen» («Книжкові знаки»), присвячений спалюванню книг 10 травня 1933 року на Bonner Marktplatz.

10 травня не всі спалення книг відбулися, як планував Німецький студентський союз. Деякі були перенесені на кілька днів через дощ. Інші, виходячи з уподобань місцевої глави, відбулися 21 червня, літнього сонцестояння, традиційної дати святкування. Тим не менш, у 34 університетських містах Німеччини «Акція проти антинімецького духу» мала успіх, залучивши широке висвітлення в газетах. А в деяких місцях, зокрема в Берліні, радіопередачі донесли промови, пісні та церемоніальні заклинання «наживо» до незліченної кількості німецьких слухачів.
Усі наступні види літератури, як їх описували нацисти, мали бути заборонені:
- Твори зрадників, емігрантів та авторів із зарубіжних країн, які вірять, що можуть напасти та очорнити нову Німеччину ( Г. Г. Уеллс, Ромен Роллан );
- Література марксизму, комунізму та більшовизму ;
- пацифістська література;
- Література з ліберальними, демократичними тенденціями та поглядами, а також твори на підтримку Веймарської республіки ( Вальтер Ратенау,  Генріх Манн, Томас Манн ); [11]
- Усі історичні твори, метою яких є принизити походження, дух і культуру німецьких народів, або зруйнувати расовий і структурний лад народу, або які заперечують силу та важливість провідних історичних постатей на користь егалітаризму та маси, і яка прагне затягнути їх крізь багнюку ( Еміль Людвіг );
- Книги, які пропагують «мистецтво», яке є декадентським, безкровним або суто конструктивістським ( Джордж Грос, Отто Дікс, Баухаус, Фелікс Мендельсон );
- Труди про сексуальність і сексуальне виховання, які служать егоцентричному задоволенню особистості і, таким чином, повністю руйнують принципи раси та народності ( Магнус Гіршфельд [11] );
- Декадентські, деструктивні та руйнівні твори літераторів «Асфальт і цивілізація»: ( Оскар Марія Граф, Генріх Манн, Стефан Цвейг, Якоб Вассерман, Франц Блей );
- Література єврейських авторів, незалежно від галузі;
- Популярна розважальна література, яка зображує життя і життєві цілі в поверхневій, нереалістичній і хворобливо-солодкій манері, заснованій на погляді на життя буржуазного чи вищого класу ;
- Патріотичний кітч в літературі.
- Порнографія та відверта література
- Усі книги, що принижують німецьку чистоту.

Багато німецьких студентів були причетними до нацистської кампанії спалення книг. Вони були відомі як Deutsche Studentenschaft, і коли у їхніх власних бібліотеках закінчилися книги, вони звернулися до незалежних книгарень. Бібліотеки попросили укомплектувати полиці матеріалами, які відповідали стандартам Гітлера, і знищити все, що не відповідало стандартам. 

### Культурний геноцид на окупованих територіях
Серед нацистських злочинів проти польського народу була кампанія культурного геноциду, яка включала спалення мільйонів книг, що призвело до знищення приблизно 80% усіх шкільних бібліотек і трьох чвертей усіх наукових бібліотек країни.  Нацисти також захопили багато книг у єврейських громад у Східній Європі. Після того, як остаточне рішення було успішно завершено, вони мали намір зберігати та виставляти кілька рідкісних і стародавніх книг у музеї іудаїзму. 

## Переслідувані автори
Серед інших німецькомовних авторів, чиї книги спалили студентські лідери, були такі:
Вікі Баум, Вальтер Беньямін, Ернст Блох, Франц Боас, Альберт Ейнштейн, Фрідріх Енгельс, Етта Федерн, Ліон Фойхтвангер, Марілуїза Фляйсер, Леонард Франк, Зігмунд Фройд, Іван Голл, Ярослав Гашек, Вернер Хегеманн, Герман Гессенріх, Едуард Якоб, Франц Кафка, Георг Кайзер, Альфред Керр, Егон Кіш, Зігфрід Кракауер, Теодор Лессінг, Александр Лернет-Холенія, Карл Лібкнехт, Георг Лукач, Роза Люксембург, Клаус Манн, Людвіг Маркузе,Карл Маркс, Роберт Оссі , Ервін Піскатор, Альфред Полгар, Гертруд фон Путткамер, Еріх Марія Ремарк, Людвіг Ренн, Йоахім Рінгельнац, Йозеф Рот, Неллі Сакс, Фелікс Салтен, Анна Зегерс, Абрахам Наум Стенкл, Карл Штернхейм, Берта фон Зюллернер, Ернсткін Толлер Франц Верфель, Грета Вайскопф і Арнольд Цвейг.
Були спалені не лише німецькі автори, а й французькі автори, такі як Анрі Барбюс, Андре Жид, Віктор Гюго та Ромен Роллан ; американські письменники, такі як Джон Дос Пассос, Теодор Драйзер, Ф. Скотт Фіцджеральд, Ернест Хемінгуей, Хелен Келлер, Джек Лондон, Аптон Сінклер і Маргарет Сенгер ;  а також британських авторів Джозефа Конрада, Редкліффа Голла, Олдоса Хакслі, Д. Х. Лоуренса, Генрі де Вера Стакпула, Х. Г. Уеллса, ірландських авторів Джеймса Джойса та Оскара Уайльда ; і російські автори, зокрема Ісаак Бабель, Федір Достоєвський, Ілля Еренбург, Максим Горький, Володимир Ленін, Володимир Маяковський, Володимир Набоков, Лев Толстой і Лев Троцький.
Спалення книг є кульмінацією переслідування тих авторів, чиї усні чи письмові думки були протилежні нацистській ідеології. Багатьом художникам, письменникам і вченим заборонили працювати та друкуватися. Їхні роботи більше не можна було знайти ні в бібліотеках, ні в навчальних програмах шкіл чи університетів. Деякі з них були вигнані (наприклад, Альберт Ейнштейн, Зигмунд Фрейд, Магнус Гіршфельд, Вальтер Мерінг і Арнольд Цвейг); інші були позбавлені громадянства (наприклад, Ернст Толлер і Курт Тухольський) або змушені самостійно вигнати з суспільства. Для інших письменників нацистські переслідування закінчилися смертю. Деякі з них загинули в концтаборах через наслідки умов ув'язнення або були страчені (наприклад, Карл фон Осіцький, Еріх Мюсам, Гертруда Кольмар, Якоб ван Ходдіс, Пол Корнфельд, Арно Надель, Георг Герман, Теодор Вольф, Адам Кукхофф, Фрідріх Рек-Маллецевен і Рудольф Гільфердінг ). Вигнані автори впали у відчай і померли від самогубства, наприклад: Вальтер Хазенклевер, Ернст Вайс, Карл Ейнштейн, Вальтер Беньямін, Ернст Толлер і Стефан Цвейг.

## Відповіді
Хелен Келлер опублікувала «Відкритий лист німецьким студентам», у якому написала: "Ви можете спалити мої книги та книги найкращих розумів Європи, але ідеї, які містяться в цих книгах, пройшли через мільйони каналів і будуть продовжуватися." 

### Німецька бібліотека свободи
10 травня 1934 року, через рік після масового спалення книг, заснована Альфредом Канторовичем Німецька бібліотека свободи була відкрита для збору копій знищених книг.  Через зміну політичної влади та кричущий контроль і цензуру, продемонстровані нацистською партією, у 1933 році відбувся «масовий вихід німецьких письменників, художників та інтелектуалів» . Вони вирушили у вигнання до Америки, Англії та Франції. 10 травня 1934 року ті письменники у вигнанні у Франції зібралися разом і заснували Бібліотеку спалених книг, де були зібрані всі заборонені, спалені, піддані цензурі та знищені твори. 
Альфред Канторович, автор статті 1944 року «Бібліотека спалених книг», був одним із ключових лідерів у створенні цієї бібліотеки. У своїй статті він з перших вуст пояснює, як виникла бібліотека і як її остаточно знищили. У бібліотеці не тільки зберігалися заборонені нацистами книги, але важливіша місія мала бути "центром інтелектуальної антинацистської діяльності".  Крім того, він мав великий архів "з історії нацизму та антинацистської боротьби в усіх її формах".  На початку війни нацисти фактично контролювали Францію, тому французький уряд закрив бібліотеку, а всіх пов’язаних було ув’язнено або відправлено до концентраційних таборів. Після того, як нацисти окупували Париж, бібліотеку та архіви було передано, і це був кінець бібліотеки.
За словами Канторовича, "справжнє значення Бібліотеки не обмежувалося її матеріальним існуванням. Коли ми його відкривали, ми хотіли зробити цей день сорому днем слави літератури та свободи думки, яку жоден тиран не міг би вбити вогнем. Крім того, цією символічною акцією ми хотіли пробудити Європу до небезпек, які загрожували як її духовному, так і матеріальному існуванню". 

### Американська бібліотека заборонених нацистами книг
Подібна бібліотека, створена за зразком паризької, була відкрита в Бруклінському єврейському центрі в Брукліні, штат Нью-Йорк, 15 листопада 1934 року. Були промови о. Доктор Ізраель Х. Левінтал, рабин Єврейського центру, та голова бібліотеки рабин Луїс Хаммер. 22 грудня 1934 року відбувся інавгураційний обід, присвячений Альберту Ейнштейну та Гайнцу Ліпману .
Бібліотека мала на меті «зібрати якомога більше книг, скільки можна отримати у авторів, чиї книги були спалені нацистським урядом на знаменитому багатті 10 травня 1933 року. Також були включені загальні назви, що стосуються «загальних єврейських інтересів, англійською, івритом та ідиш». Серед авторів, чиї книги були доступні на момент відкриття бібліотеки, були Альберт Ейнштейн, Максим Горький, Хелен Келлер, Зигмунд Фрейд, Томас Манн та багато інших.  На відміну від паризької бібліотеки, американська бібліотека не мала жодної колекції книг, що стосуються нацистської ідеології, подій чи окремих осіб у нацистській Німеччині. 
Бібліотека була сильним захисником справи сіонізму, руху за єврейську батьківщину. На думку відповідальних за бібліотеку, спалення нацистських книг являло собою «доказ невідкладності» сіоністських справ.  Рабін Стівен Вайз, який виступав на інавгураційній вечері, очолив протест у Медісон-сквер -гардені в день спалення книги і був прихильником сіоністського руху. Томас Манн, чиї книги були частиною бібліотечної колекції, сказав, що «те, що сталося в Німеччині, все більше переконувало мене у цінності сіонізму для євреїв» .
Американська бібліотека заборонених нацистами книг залишалася на місці до закриття Бруклінського єврейського центру в 1970-х роках. Потім його колекцію було подаровано Єврейській теологічній семінарії Америки в Нью-Йорку. 

## Союзна цензура під час денацифікації
У 1946 році окупаційна влада союзників склала список з понад 30 000 найменувань, починаючи від шкільних підручників і закінчуючи поезією, включаючи твори таких авторів, як фон Клаузевіц . Мільйони примірників цих книг були конфісковані та знищені. Представник Військового управління визнав, що порядок принципово нічим не відрізняється від нацистського спалення книг.

Твори мистецтва перебували під такою ж цензурою, як і інші ЗМІ;
усі колекції творів мистецтва, пов’язаних або присвячених увічненню німецького мілітаризму чи нацизму, будуть назавжди закриті та взяті під варту.
Директиви тлумачилися дуже широко, що призвело до знищення тисяч картин, а ще тисячі відправили на зберігання в США. Конфісковані картини, які все ще збереглися під вартою в США, включають, наприклад, картину, "що зображає пару жінок середнього віку, які розмовляють в освітлена сонцем вулиця в маленькому містечку» .

## У масовій культурі
- У фільмі 1989 року «Індіана Джонс і останній хрестовий похід» зображено сцену на тлі спалення книги, яка є частиною великого нацистського мітингу в Берліні, у якому брав участь Адольф Гітлер. Вигадана сцена відбувалася в 1938 році в Інституті арійської культури.
- Боротьба з вогнем ненависті: Америка і спалення нацистських книг — це пересувна виставка, створена Меморіальним музеєм Голокосту США. За допомогою історичних фотографій, документів і фільмів він досліджує, як спалення книг стало потужним символом у боротьбі Америки з нацизмом і чому вони продовжують резонувати у громадськості — у кіно, літературі та політичному дискурсі — донині. [23] У 2014 році виставка була представлена у Вест-Фарго, Північна Дакота; Даллас, Техас; і Міссула, штат Монтана. [24]